# Бостонская экзантема
Бостонская экзантема (энтеровирусная экзантема, эпидемическая экзантема)
Экзантема чаще обусловлена вирусами ECHO (типы 4,5,9,12,16,18), реже – вирусами Коксаки (А-9, А-16, В-3). Экзантема на коже появляется через 1-2 дня от начала заболевания, интенсивность и локализация зависят от степени тяжести инфекции. Элементы сыпи розового цвета на неизмененном фоне кожи. По характеру экзантема чаще макуло- или розеоло-папулезная, преимущественно на верхней части туловища, конечностях, реже петехиальная. Через 3-4 дня сыпь исчезает, не оставляя пигментации и шелушения. 